# Dactyloceras ocelligera
Dactyloceras ocelligera är en fjärilsart som beskrevs av Butler 1889. Dactyloceras ocelligera ingår i släktet Dactyloceras och familjen Brahmaeidae. Inga underarter finns listade i Catalogue of Life.